# Modern Vampires of the City
Modern Vampires of the City és el tercer àlbum d'estudi de la banda d'indie rock americana Vampire Weekend, publicat el 14 de maig de 2013 sota la discogràfica XL Recordings. Després del llançament del seu segon àlbum, Contra, l'any 2010, la banda anà de gira i escrigué nou material durant les proves de so de la qual. Després un període en què el quartet emprengué diferents projectes musicals, es reuniren el 2011 per començar a treballar en el seu tercer àlbum d'estudi. Sense cap data límit al cap, la banda fitxà un productor per primer cop, Ariel Rechtshaid.
El material s'enregistrà a diferents llocs, inclosa la ciutat de Nova York, Los Angeles i Martha's Vineyard. Amb Modern Vampires of the City, la banda pretén distanciar-se del so amb què s'associaren en els seus dos àlbums anteriors. El so d'aquest és sobretot experimental, resultat d'un seguit de tècniques d'enregistrament poc convencionals, entre d'altres el pitch shifting. L'art de la portada és una fotografia de Neal Boenzi que data del 1966, presa el dia amb més pol·lució de la història de Nova York, en el qual la contaminació de l'aire matà almenys 169 persones. L'àlbum debutà a la primera posició de la US Billboard 200, convertint-se en el segon àlbum consecutiu de la banda en fer-ho, i vengué 134.000 còpies la primera setmana. Fins avui, se n'han extret quatre senzills: «Diane Young», «Ya Hey», «Unbelievers» i «Step».
Modern Vampires of the City fou aclamat pels crítics. Moltes publicacions l'anomenaren el millor àlbum del 2013, incloent Rolling Stone, Pitchfork Media i Robert Christgau. A més, guanyà un Premi Grammy al Millor Àlbum de Música Alternativa.

## Llista de pistes
Totes les lletres escrites per Ezra Koenig, excepte on s'indiqui, totes les cançons foren compostes per Rostam Batmanglij i Koenig, excepte on s'indiqui.
| Núm. | Títol              | Lletra             | Música                               | Durada |
| ---- | ------------------ | ------------------ | ------------------------------------ | ------ |
| 1.   | «Obvious Bicycle»  |                    |                                      | 4:11   |
| 2.   | «Unbelievers»      |                    | Koenig                               | 3:22   |
| 3.   | «Step»             |                    |                                      | 4:11   |
| 4.   | «Diane Young»      |                    |                                      | 2:40   |
| 5.   | «Don't Lie»        | Koenig, Batmanglij |                                      | 3:33   |
| 6.   | «Hannah Hunt»      |                    |                                      | 3:57   |
| 7.   | «Everlasting Arms» |                    |                                      | 3:03   |
| 8.   | «Finger Back»      |                    |                                      | 3:25   |
| 9.   | «Worship You»      |                    |                                      | 3:21   |
| 10.  | «Ya Hey»           |                    | Batmanglij, Koenig, Ariel Rechtshaid | 5:12   |
| 11.  | «Hudson»           |                    | Batmanglij, Koenig, Chris Tomson     | 4:14   |
| 12.  | «Young Lion»       | Batmanglij         | Batmanglij                           | 1:45   |

| 13. | «Ya Hey» (Paranoid Styles Mix)           | 3:51 |
| 14. | «Unbelievers» (Seeburg Drum Machine Mix) | 3:24 |

## Personal
Vampire Weekend
- Ezra Koenig – primera veu, piano a «Unbelievers»
- Rostam Batmanglij – piano, guitarres, banjo, segones veus i veus harmòniques, programació de bateria i sintetitzadors, teclats, shaker, primera veu a «Young Lion»
- Chris Baio – baix elèctric
- Chris Tomson – bateria

Personal addicional
- Ariel Rechtshaid – programació addicional de bateria i sintetitzadors a «Obvious Bicycle», «Unbelievers», «Diane Young» i «Hudson», baix addicional a «Everlasting Arms», producció, enginyeria
- Jeff Curtin – bateria addicional a «Diane Young», enginyeria
- Brendan Ryan – acordió a «Unbelievers»
- Johnny Cuomo – ¿flistle? a «Unbelievers»
- Danny T. Levin – trompeta a «Unbelievers» i «Hudson»
- Elizabeth Lea – trombó a «Unbelievers» i «Hudson»
- Seth Shafer – tuba a «Unbelievers» i «Hudson»
- Adam Schatz – saxòfon a «Diane Young»
- Angel Deradoorian – segones veus a «Obvious Bicycle», «Worship You» i «Young Lion», arranjaments vocals addicionals
- Fanny Franklin – segones veus a «Finger Back»

## Guardons
Premis
- 2014: Grammy al millor àlbum de música alternativa